# 나스 유키에
나스 유키에(일본어: 那州雪絵, 1965년 1월 4일 ~ )는 일본의 순정만화가이다. 도쿄도 도시마구 이케부쿠로 출신이다. 대표작으로는 《여기는 그린우드》 등이 있다.

## 작품
- 플라워 디스트로이어 (1985~1991)
- 여기는 그린우드 (1986~1991)
- 월광 (1993~1995)
- 마법사의 딸 (2001~2009)